# Los secretos del buzón
 Los secretos del buzón  es una película en blanco y negro de Argentina dirigida por Catrano Catrani sobre el guion de Ariel Cortazzo según la obra de José de Babay que se estrenó el 22 de abril de 1948 y que tuvo como protagonistas a Pedro Quartucci, Tito Lusiardo, Augusto Codecá, Nelly Darén y Elina Colomer.

## Sinopsis
Por celos hacia su esposa, a quien cree infiel, un boticario roba el buzón.

## Reparto
- Pedro Quartucci
- Tito Lusiardo
- Augusto Codecá
- Nelly Darén
- Elina Colomer
- Carlos Castro "Castrito"
- Benita Puértolas
- José Ruzzo
- Alberto Dalbes
- Nelly Meden
- Carlos Rivas
- Max Citelli
- Julio Renato
- Hilda Rey
- Alfonso Pisano
- Leda Zanda

## Comentarios
Para Crítica el filme es un “noble propósito intrascendente”, Noticias Gráficas lo encontró un “espectáculo regocijante que el público sigue con interés” y La Razón dijo que era “un grueso juguete sainetesco de elementales procedimientos festivos”.